# Черепановский уезд
Черепановский уезд — административно-территориальная единица в составе Ново-Николаевской губернии, существовавшая в 1921—1925. Центр — Черепаново.
Черепановский уезд был образован в июне 1921 года при создании Новониколаевской губернии. В его состав вошли часть территории Ново-Николаевского и Каменского уездов Ново-Николаевской губернии, а также Барнаульского уезда Алтайской губернии.
В 1925 году Черепановский уезд был упразднён, а его территория разделена между Барнаульским и Ново-Николаевским округами Сибирского края.